# Graphis duplicata
Graphis duplicata är en lavart som beskrevs av Ach. Graphis duplicata ingår i släktet Graphis och familjen Graphidaceae.   Inga underarter finns listade i Catalogue of Life.